# Love (Kendrick Lamar)
Love è un singolo del rapper statunitense Kendrick Lamar in collaborazione con il cantante Zacari, il terzo estratto dal quarto album in studio Damn e pubblicato il 2 ottobre 2017.

## Video musicale
Il video musicale è stato pubblicato su YouTube il 21 dicembre 2017. È stato diretto da Dave Meyers e da i The Little Homies. Il video presenta un cameo del rapper Travis Scott seduto sulle scale di fronte a Kendrick Lamar che rappa.

## Esibizioni dal vivo
Lamar si è esibito in Love per la prima volta al Coachella Valley Music and Arts Festival il 23 aprile 2017. Love inoltre ha fatto parte della scaletta durante l'intero The Damn Tour.

## Tracce
1. LOVE. (feat. Zacari) – 3:33 (Duckworth, Zacari, DJ Dahi, Sounwave, Kurstin, Tiffith)

## Classifiche
| Classifica (2017-2018)    | Posizione massima |
| ------------------------- | ----------------- |
| Australia                 | 29                |
| Australia (Urban)         | 5                 |
| Austria                   | 62                |
| Canada                    | 22                |
| Francia                   | 88                |
| Germania                  | 86                |
| Irlanda                   | 32                |
| Nuova Zelanda             | 24                |
| Paesi Bassi               | 58                |
| Portogallo                | 26                |
| Regno Unito               | 39                |
| Repubblica Ceca           | 73                |
| Slovacchia                | 43                |
| Svezia                    | 58                |
| Stati Uniti               | 11                |
| Stati Uniti (R&B/Hip-Hop) | 6                 |
| Stati Uniti (Rap)         | 5                 |
| Stati Uniti (R&B)         | 23                |
| Stati Uniti (Rhythmic)    | 1                 |